# Anna-Lena Grönefeldová
Anna-Lena Grönefeldová (* 4. červen 1985 Nordhorn) je bývalá německá profesionální tenistka. Ve své kariéře vyhrála na okruhu WTA Tour jeden singlový, když triumfovala na Mexican Open v roce 2006. K němu přidala sedmnáct deblových triumfů, včetně vítězství na Canada Masters 2005, kde startovala po boku Martiny Navrátilové. V sérii WTA 125 vybojovala deblovou trofej na San Antonio Open 2016 s americkou hráčkou Nicole Melicharovou. V rámci okruhu ITF získala čtrnáct titulů ve dvouhře a šest ve čtyřhře.
Na nejvyšší grandslamové úrovni získala dva tituly ve smíšené čtyřhře – první ve Wimbledonu 2009 po boku Marka Knowlese reprezentující Bahamy, druhý pak společně s Nizozemcem Jeanem-Julienem Rojerem na French Open 2014. Jako poražená finalistka odešla Wimbledonu 2016 a French Open 2017, kde nastoupila společně s Kolumbijcem Robertem Farahem. Ve dvouhře došla nejdále na French Open 2006, kde ji ve čtvrtfinále zastavila pozdější vítězka Justine Heninová.
Na žebříčku WTA byla ve dvouhře nejvýše klasifikována v dubnu 2006 na 14. místě a ve čtyřhře pak v březnu téhož roku na 7. místě.
V německém fedcupovém týmu debutovala v roce 2004 v 1. kolo Světové skupiny proti Francii, v němž ji přehrála Nathalie Dechyová. V soutěži nastoupila k dvaceti třem mezistátním utkáním s bilancí 11–7 ve dvouhře a 9–11 ve čtyřhře. Německo reprezentovala na londýnské a riodejaneirské olympiádě. V obou případech prohrála v prvním, resp. druhém kole na raketách ruských protihráček.

## Finálová utkání na Grand Slamu

#### Smíšená čtyřhra: 4 (2–2)
| Stav       | rok  | turnaj      | povrch | spoluhráč         | soupeři ve finále                | výsledek          |
| ---------- | ---- | ----------- | ------ | ----------------- | -------------------------------- | ----------------- |
| Vítězka    | 2009 | Wimbledon   | tráva  | Mark Knowles      | Leander Paes Cara Blacková       | 7–5, 6–3          |
| Vítězka    | 2014 | French Open | antuka | Jean-Julien Rojer | Julia Görgesová Nenad Zimonjić   | 4–6, 6–2, [10–7]  |
| Finalistka | 2016 | Wimbledon   | tráva  | Robert Farah      | Henri Kontinen Heather Watsonová | 6–7(5–7), 4–6     |
| Finalistka | 2017 | French Open | antuka | Robert Farah      | Gabriela Dabrowská Rohan Bopanna | 6–2, 2–6, [10–12] |

## Finálové účasti na turnajích WTA
| Legenda: před 2009/ po 2009                      |
| ------------------------------------------------ |
| D – dvouhra; Č – čtyřhra                         |
| Grand Slam (0)                                   |
| Turnaj mistryň (0)                               |
| Tier I / Premier Mandatory & Premier 5 (1–9 Č)   |
| Tier II / Premier (0–2 D, 7–8 Č)                 |
| Tier III, IV & V / International (1–1 D, 9–10 Č) |

### Dvouhra: 4 (1–3)
| Stav       | Č. | Datum          | Turnaj                 | Povrch | Soupeřka ve finále   | Výsledek      |
| ---------- | -- | -------------- | ---------------------- | ------ | -------------------- | ------------- |
| Finalistka | 1. | 6. února 2005  | Pattaya, Thajsko       | tvrdý  | Conchita Martínezová | 3–6, 6–3, 3–6 |
| Finalistka | 2. | 25. září 2005  | Peking, Čína           | tvrdý  | Maria Kirilenková    | 3–6, 4–6      |
| Finalistka | 3. | 2. října 2005  | Lucemburk, Lucembursko | tvrdý  | Kim Clijstersová     | 2–6, 4–6      |
| Vítězka    | 1. | 4. března 2006 | Acapulco, Mexiko       | antuka | Flavia Pennettaová   | 6–1, 4–6, 6–2 |

### Čtyřhra: 44 (17–27)
| Stav       | Č.  | Datum             | Turnaj                         | Povrch      | Soupeřka ve finále      | Výsledek                                    |                        |
| ---------- | --- | ----------------- | ------------------------------ | ----------- | ----------------------- | ------------------------------------------- | ---------------------- |
| Finalistka | 1.  | 8. srpna 2004     | Stockholm, Švédsko             | tvrdý       | Emmanuelle Gagliardiová | Barbara Schettová Alicia Moliková           | 3–6, 3–6               |
| Finalistka | 2.  | 15. srpna 2004    | Vancouver, Kanada              | tvrdý       | Els Callensová          | Abigail Spearsová Bethanie Matteková        | 3–6, 3–6               |
| Finalistka | 3.  | 22. srpna 2004    | Cincinnati, Spojené státy      | tvrdý       | Emmanuelle Gagliardiová | Marlene Weingärtnerová Jill Craybasová      | 5–7, 6–7(2–7)          |
| Finalistka | 4.  | 10. října 2004    | Filderstadt, Německo           | tvrdý (h)   | Julia Schruffová        | Rennae Stubbsová Cara Blacková              | 3–6, 2–6               |
| Vítězka    | 1.  | 6. února 2005     | Pattaya City, Thajsko          | tvrdý       | Marion Bartoliová       | Silvija Talajová Marta Domachowska          | 6–3, 6–2               |
| Vítězka    | 2.  | 21. srpna 2005    | Toronto, Kanada                | tvrdý       | Martina Navrátilová     | Virginia R. Pascualová Conchita Martínezová | 5–7, 6–3, 6–4          |
| Vítězka    | 3.  | 18. září 2005     | Bali, Indonésie                | tvrdý       | Meghann Shaughnessyová  | Čeng Ťie Jen C’                             | 6–3, 6–3               |
| Vítězka    | 4.  | 4. března 2006    | Acapulco, Mexiko               | antuka      | Meghann Shaughnessyová  | Emilie Loitová Šinobu Asagoeová             | 6–1, 6–3               |
| Vítězka    | 5.  | 30. července 2006 | Stanford, Spojené státy        | tvrdý       | Šachar Pe'erová         | Gisela Dulková Maria Elena Camerinová       | 6–1, 6–4               |
| Finalistka | 5.  | 6. srpna 2006     | San Diego, Spojené státy       | tvrdý       | Meghann Shaughnessyová  | Rennae Stubbsová Cara Blacková              | 2–6, 2–6               |
| Finalistka | 6.  | 20. srpna 2006    | Montreal, Kanada               | tvrdý       | Cara Blacková           | Naďa Petrovová Martina Navrátilová          | 1–6, 2–6               |
| Finalistka | 7.  | 1. října 2006     | Lucemburk, Lucembursko         | tvrdý (h)   | Liezel Huberová         | Francesca Schiavoneová Květa Peschkeová     | 6–2, 4–6, 1–6          |
| Vítězka    | 6.  | 12. ledna 2007    | Sydney, Austrálie              | tvrdý       | Meghann Shaughnessyová  | Meilen Tuová Marion Bartoliová              | 6–3, 3–6, 7–6(7–2)     |
| Vítězka    | 7.  | 5. října 2008     | Stuttgart, Německo             | tvrdý (h)   | Patty Schnyderová       | Květa Peschkeová Rennae Stubbsová           | 6–2, 6–4               |
| Finalistka | 8.  | 19. října 2008    | Curych, Švýcarsko              | tvrdý       | Patty Schnyderová       | Cara Blacková Liezel Huberová               | 1–6, 6–7(3–7)          |
| Vítězka    | 8.  | 2. listopadu 2008 | Quebec, Kanada                 | koberec (h) | Vania Kingová           | Jill Craybasová Tamarine Tanasugarnová      | 7–6(7–3), 6–4          |
| Vítězka    | 9.  | 10. ledna 2009    | Brisbane, Austrálie            | tvrdý       | Vania Kingová           | Klaudia Jansová Alicja Rosolská             | 3–6, 7–5, [10–5]       |
| Vítězka    | 10. | 18. října 2009    | Linz, Rakousko                 | tvrdý       | Katarina Srebotniková   | Klaudia Jansová Alicja Rosolská             | 6–1, 6–4               |
| Finalistka | 9.  | 7. března 2010    | Monterrey, Mexiko              | tvrdý       | Vania Kingová           | Iveta Benešová Barbora Záhlavová-Strýcová   | 6–3, 4–6, [8–10]       |
| Vítězka    | 11. | 2. srpna 2010     | Kodaň, Dánsko                  | tvrdý (h)   | Julia Görgesová         | Vitalija Ďjačenková Taťána Pučeková         | 6–4, 6–4               |
| Finalistka | 10. | 6. března 2011    | Monterrey, Mexiko              | tvrdý       | Vania Kingová           | Iveta Benešová Barbora Záhlavová-Strýcová   | 7–6(10–8), 2–6, [6–10] |
| Finalistka | 11. | 16. října 2011    | Linec, Rakousko                | tvrdý (h)   | Julia Görgesová         | Marina Erakovicová Jelena Vesninová         | 5–7, 1–6               |
| Finalistka | 12. | 12. února 2012    | Paříž, Francie                 | tvrdý (h)   | Petra Martićová         | Liezel Huberová Lisa Raymondová             | 6–7(3–7), 1–6          |
| Finalistka | 13. | 29. dubna 2012    | Stuttgart, Německo             | antuka      | Julia Görgesová         | Iveta Benešová Barbora Záhlavová-Strýcová   | 4–6, 5–7               |
| Finalistka | 14. | 17. června 2012   | Bad Gastein, Rakousko          | antuka      | Petra Martićová         | Jill Craybasová Julia Görgesová             | 7–6(7–4), 4–6, [9–11]  |
| Finalistka | 15. | 29. září 2012     | Tokio, Japonsko                | tvrdý       | Květa Peschkeová        | Raquel Kopsová-Jonesová Abigail Spearsová   | 1–6, 4–6               |
| Vítězka    | 12. | 13. října 2012    | Linec, Rakousko                | tvrdý(h)    | Květa Peschkeová        | Julia Görgesová Barbora Záhlavová-Strýcová  | 6–3, 6-4               |
| Finalistka | 16. | 5. ledna 2013     | Brisbane, Austrálie            | tvrdý       | Květa Peschkeová        | Bethanie Matteková-Sandsová Sania Mirzaová  | 6–4, 4–6, [7–10]       |
| Vítězka    | 13. | 25. května 2013   | Brusel, Belgie                 | antuka      | Květa Peschkeová        | Gabriela Dabrowská Šachar Pe'erová          | 6–0, 6-3               |
| Finalistka | 17. | 15. června 2013   | Norimberk, Německo             | antuka      | Květa Peschkeová        | Ioana Raluca Olaruová Valerija Solovjovová  | 6–2, 6-7(3–7), [9–11]  |
| Finalistka | 18. | 11. srpna 2013    | Toronto, Kanada                | tvrdý       | Květa Peschkeová        | Jelena Jankovićová Katarina Srebotniková    | 7–5, 2–6, [6–10]       |
| Finalistka | 19. | 18. srpna 2013    | Cincinnati, Spojené státy      | tvrdý       | Květa Peschkeová        | Sie Šu-wej Pcheng Šuaj                      | 6–2, 3–6, [10–12]      |
| Vítězka    | 14. | 2. února 2014     | Paříž, Francie                 | tvrdý (h)   | Květa Peschkeová        | Tímea Babosová Kristina Mladenovicová       | 6–7(7–9), 6–4, [10–5]  |
| Finalistka | 20. | 16. října 2016    | Linec, Rakousko                | tvrdý (h)   | Květa Peschkeová        | Kiki Bertensová Johanna Larssonová          | 6–4, 2–6, [7–10]       |
| Vítězka    | 15. | 5. května 2017    | Praha, Česko                   | antuka      | Květa Peschkeová        | Lucie Hradecká Kateřina Siniaková           | 6–4, 7–6(7–3)          |
| Finalistka | 21. | 13. srpna 2017    | Toronto, Kanada                | tvrdý       | Květa Peschkeová        | Jekatěrina Makarovová Jelena Vesninová      | 0–6, 4–6               |
| Vítězka    | 16. | 29. dubna 2018    | Stuttgart, Německo             | antuka (h)  | Raquel Atawová          | Nicole Melicharová Květa Peschkeová         | 6–4, 6–7(5–7), [10–5]  |
| Finalistka | 22. | 15. října 2018    | Linec, Rakousko                | tvrdý (h)   | Raquel Atawová          | Kirsten Flipkensová Johanna Larssonová      | 6–4, 4–6, [5–10]       |
| Finalistka | 23. | 16. února 2019    | Dauhá, Katar                   | tvrdý       | Demi Schuursová         | Čan Chao-čching Latisha Chan                | 1–6, 6–3, [6–10]       |
| Vítězka    | 17. | 7. dubna 2019     | Charleston, Spojené státy      | antuka (z)  | Alicja Rosolská         | Irina Chromačovová Veronika Kuděrmetovová   | 7–6(9–7), 6–2          |
| Finalistka | 24. | 19. května 2019   | Řím, Itálie                    | antuka      | Demi Schuursová         | Viktoria Azarenková Ashleigh Bartyová       | 6–4, 0–6, [3–10]       |
| Finalistka | 25. | 23. června 2019   | Birmingham, Spojené království | tráva       | Demi Schuursová         | Barbora Strýcová Sie Šu-wej                 | 4–6, 7–6(7–4), [8–10]  |
| Finalistka | 26. | 11. srpna 2019    | Toronto, Kanada                | tvrdý       | Demi Schuursová         | Barbora Krejčíková Kateřina Siniaková       | 5–7, 0–6               |
| Finalistka | 27. | 18. srpna 2019    | Cincinnati, Spojené státy      | tvrdý       | Demi Schuursová         | Lucie Hradecká Andreja Klepačová            | 4–6, 1–6               |

## Finále série WTA 125
| Legenda                  |
| ------------------------ |
| D – dvouhra; Č – čtyřhra |
| WTA 125 (1–0 Č)          |

### Čtyřhra: 1 (1–0)
| Stav    | č. | datum           | turnaj                     | povrch | spoluhráčka        | soupeřky ve finále                               | výsledek |
| ------- | -- | --------------- | -------------------------- | ------ | ------------------ | ------------------------------------------------ | -------- |
| Vítězka | 1. | 14. března 2016 | San Antonio, Spojené státy | tvrdý  | Nicole Melicharová | Klaudia Jansová-Ignaciková Anastasia Rodionovová | 6–1, 6–3 |

## Postavení na žebříčku WTA na konci sezóny

### Dvouhra
| Rok    | 2002 | 2003   | 2004  | 2005  | 2006  | 2007   | 2008  | 2009  |
| Pořadí | 561. | ▲ 120. | ▲ 75. | ▲ 21. | ▲ 19. | ▼ 205. | ▲ 77. | ▲ 67. |

### Čtyřhra
| Rok    | 2002 | 2003   | 2004  | 2005  | 2006  | 2007  | 2008  | 2009  |
| Pořadí | 931. | ▲ 264. | ▲ 47. | ▲ 11. | ▬ 11. | ▼ 52. | ▼ 56. | ▲ 25. |